# Lučební závody Draslovka
Lučební závody Draslovka a.s. Kolín je akciová společnost zabývající se především výrobou produktů ze syntetického kyanovodíku. Sídlí v Kolíně.
Základní strategií společnosti je zpracování kapalného kyanovodíku do následných produktů s vyšší přidanou hodnotou. Z výrobního závodu v Kolíně se 90 % produkce vyváží, zákazníky jsou zejména gumárenské, farmaceutické, zemědělské a další firmy.[zdroj?]
100% vlastníkem firmy je Draslovka Global Holding vlastněná rodinou Brůžků, Petrem Pudilem, Vasilem Bobelou a Janem Dobrovským.[zdroj?]

## Historie
Firma byla založena jako „Akciová společnost pro zpracování draselných louhů v Kolíně“[zdroj?] v roce 1907 zčásti domácím a zčásti zahraničním kapitálem. Výroba byla zahájena v květnu 1908. Zabývala se také výrobou kyanidu z lihovarských výpalků melasových způsobem Reichardtovým a Buebovým.
Po 1. světové válce byly hlavními akcionáři společností české banky. V roce 1927 převzaly většinu akcií průmyslové lihovary, které byly dodavatelem surovin. Firma užívala i německý název Kaliwerke Aktiengesellschaft.
V roce 1935 začala výroba kyanovodíku pro hubení hmyzu jako je pilous. Kapalný kyanovodík nasáklý do porézního materiálu byl později známý jako Cyklonu B a zneužit ve vyhlazovacích táborech. Plyn vyrábí společnost dodnes pod názvem Uragán D.
Členy správní rady Kaliwerke Aktiengesellschaft byli až do roku 1941 Dr. Ing. Viktor Grossmann a Ing. Viktor Graf. Dr. Ing. Viktor Grossmann byl jako Žid poslán 28. října 1944 z Terezína do Osvětimi, kde zemřel v plynové komoře.
Ing. Viktor Graf byl odvlečen 31. ledna 1945 do Terezína, ale věznění přežil. Vrátil se do Kolína a stal se ředitelem firmy. V roce 1949 spáchal sebevraždu.
V roce 1946 byla Společnost pro zpracování draselných louhů, Kolín zařazena do Synthesie - chemických závodů, národní podnik.
V roce 1958 byl podnik začleněn do chemických závodů Synthesia Pardubice. V roce 1984 byl v rámci Lučebních závodů Kolín zahrnut do podniku Lachema Brno.[zdroj?]
V roce 1990 vznikl státní podnik Lučební závody Kolín s. p., který byl v roce 1992 transformován do akciové společnosti Lučební závody Kolín a.s. V roce 1994 pak byla firma rozdělena do dvou společností: Lučební závody a.s. Kolín a Lučební závody Draslovka a.s. Kolín.[zdroj?]
V roce 1996 vstoupila společnost ITCE, spol.s.r.o. (vlastněná rodinou Brůžkových, od 2012 jejich společností B3 Holding, s.r.o.) jako majoritní akcionář do společnosti Lučební závody Draslovka a.s. Kolín. V roce 2013 se majoritním akcionářem stala společnost Draslovka Holding BV, vlastněná společnostmi B3 Holding a bpd partners podnikatelů Vasila Bobely, Petra Pudila a Jana Dobrovského. V roce 2021 byla založena globální skupina Draslovka Global Holding o hodnotě 15,6 miliardy korun, složená z české firmy Draslovka a divize Mining Solutions americké firmy Chemours. Skupina plánuje do budoucna mít továrny v Česku, Nizozemsku, USA a v Jihoafrické republice.[zdroj?]

## Havárie v roce 2006
9. ledna 2006 v ranních hodinách došlo v podniku k havárii, při níž se do řeky Labe dostalo blíže neurčené množství kyanidů. Havárie vyděsila obyvatele Kolína i dalších měst okolo Labe, dokonce i v Německu.[zdroj?]
Zřejmě vlivem mrazů byl porušen plovákový hladinoměr v detoxikační jímce odpadních vod. Odpadní vody s kyanidy unikly na zpevněnou plochu okolo jímky a odtud podnikovou kanalizací do Labe. Nejspíše selhala i obsluha, která mohla únik zjistit vizuálně. Když se pracovníci Draslovky z médií dozvěděli o úhynu ryb v Labi, údajně je ani nenapadlo, že by to mohlo mít spojitost s jejich firmou. Českou inspekci životního prostředí (ČIŽP), která se havárií zabývala, však taková možnost napadla. 13. ledna ČIŽP předběžně označila Draslovku za možného viníka havárie a toto podezření 16. ledna potvrdila. Teprve potom podnik havárii nahlásil příslušnému krajskému úřadu; tedy nikoliv z vlastní iniciativy, ale až poté, co byl z havárie usvědčen. Tento postup je sice v souladu se zákonem č. 353/1999 Sb., o prevenci závažných havárií způsobených vybranými nebezpečnými chemickými látkami a chemickými přípravky, ale v tomto případě to bylo přece jen trochu pozdě. Kdyby totiž Draslovka únik sama ohlásila dříve, bylo možné některým škodám zabránit.[ve zdroji nenalezeno]